# Calibelemnon symmetricum
Calibelemnon symmetricum is een Pennatulaceasoort uit de familie van de Scleroptilidae. De wetenschappelijke naam van de soort is voor het eerst geldig gepubliceerd in 1908 door Nutting.